# فوتبال در آرژانتین

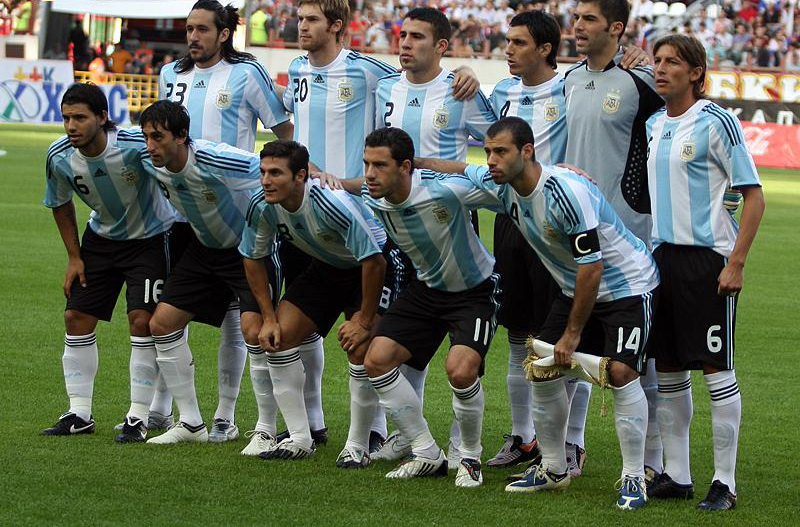
تیم ملی فوتبال آرژانتین در سال ۲۰۰۹

فوتبال پرطرفدارترین ورزش در آرژانتین و ورزشی است که بیشترین شمار بازیکنان (۲٬۶۵۸٬۸۱۱ در کل، ۳۳۱٬۸۱۱ تای آن‌ها ثبتِ‌نام‌کرده و ۲٬۳۲۷٬۰۰۰ تای آنها ثبتِ‌نام‌نکرده هستند؛ با ۳٬۳۷۷ باشگاه و ۳۷٬۱۶۱ مقام رسمی، همگی طبق فیفا) را دارد و پرطرفدارترین ورزش تفریحی است که مردم این کشور از کودکی تا سنین بالا بازی می‌کنند. درصد آرژانتینی‌هایی که از یک باشگاه آرژانتینی اعلام حمایت می‌کنند، حدود نود درصد می‌باشد.
فوتبال در نیمه دوم قرن نوزدهم توسط مهاجران بریتانیایی در بوئنوس آیرس به آرژانتین معرفی شد. نخستین لیگ در آرژانتین در سال ۱۸۹۱ برگزار شد و پنجمین لیگ به رسمیت شناخته شده یکی از اعضای فیفا از لحاظ قدمت (پس از انگلستان، اسکاتلند، ایرلند شمالی و هلند) شد. اتحادیه فوتبال آرژانتین در سال ۱۸۹۳ تأسیس شد و از نظر قدمت، هشتمین در دنیا می‌باشد.
تیم ملی فوتبال آرژانتین یکی از هشت تیمی است که قهرمان جام جهانی فوتبال در سال‌های ۱۹۷۸، ۱۹۸۶ و ۲۰۲۲ شده و همچنین در سال‌های ۱۹۳۰، ۱۹۹۰ و ۲۰۱۴ به نایب قهرمانی دست یافته‌است.